# Sergei Yutkevich
Sergei Yutkevich (São Petersburgo, 28 de dezembro de 1904 — Moscou, 24 de abril de 1895) foi um cineasta e roteirista russo.